# Stenobothrus lineatus
Stenobothrus lineatus es una especie de saltamontes de la subfamilia Gomphocerinae, familia Acrididae. Esta especie se distribuye en Europa y Asia (Oriente próximo y Asia septentrional).

## Subespecies
Las siguientes subespecies pertenecen a la especie Stenobothrus lineatus:
- Stenobothrus lineatus lineatus Storozhenko, 1985
- Stenobothrus lineatus flavotibialis (Panzer, 1796)